# 渡辺綱也
渡辺 綱也（わたなべ つなや、1914年〈大正3年〉6月9日 - 1979年〈昭和54年〉8月24日）は、日本の国文学者、国語学者。新潟大学名誉教授。

## 略歴
新潟県東蒲原郡津川町大字津川（現 阿賀町津川）出身。
1933年（昭和8年）3月に新潟中学校を卒業、1936年（昭和11年）3月に新潟高等学校を卒業、1939年（昭和14年）3月に東京帝国大学文学部国文学科を卒業、東京帝国大学文学部大学院に入学、1942年（昭和17年）3月に退学。
1942年（昭和17年）4月に東京帝国大学文学部助手に就任、1943年（昭和18年）9月に陸軍予科士官学校教授に就任、東京帝国大学文学部助手を兼任、1944年（昭和19年）5月に東京帝国大学を退職、1945年（昭和20年）8月に陸軍を退官。
1947年（昭和22年）9月に第四高等学校講師に就任、1948年（昭和23年）3月に第四高等学校教授に就任、1949年（昭和24年）6月に金沢大学法文学部助教授に就任、第四高等学校教授を兼任。
1951年（昭和26年）10月に新潟大学人文学部助教授に就任、1956年（昭和31年）8月から信州大学文理学部講師を兼任、1957年（昭和32年）10月に信州大学講師を退任、1964年（昭和39年）10月に新潟大学人文学部教授に就任。
新潟大学の助教授に就任してから定住した自宅のある津川町の公民館の副館長として、安倍能成、井上靖、村岡花子、天野貞祐、木村毅、谷川徹三、池島信平などを講師に招いて講演会を開催した。また、東蒲原郡の方言の調査を行った。
自宅の近くの阿賀野川で鮎を釣り、その内臓などを塩漬けにしたうるかを酒の肴にして食べていた。1969年（昭和44年）秋、自宅に金田一春彦がまた訪ねて来て、渡辺綱也の大きな書庫で貴重な本を閲覧し、うるかを食べた。
1972年（昭和47年）9月に渡辺綱也は新潟水俣病患者に認定された。
1978年（昭和53年）4月に病気のため新潟大学を退官、6月に新潟大学名誉教授の称号を受称。
1979年（昭和54年）8月24日午前2時に新潟県新潟市紫竹山（現 新潟市中央区紫竹山）の新潟市民病院で肝硬変のため死去、65歳没。

## 業績
『沙石集』の注釈という未開拓の分野において国語学の立場から本格的な校注を施し、多くの創見に満ちた古典解釈学を確立した。また、『宇治拾遺物語』にも詳密な注釈を施した。

## 栄典
- 1979年（昭和54年）8月24日 - 正四位[19]・勲三等旭日中綬章[20]

## 著作物

### 校訂書
- 『校訂廣本 沙石集』日本書房[注 6]、1943年。
- 『宇治拾遺物語 上卷』岩波書店〈岩波文庫〉、1951年。
- 『宇治拾遺物語 下卷』岩波書店〈岩波文庫〉、1952年。

### 校注書
- 『宇治拾遺物語』西尾光一[共校注]、岩波書店〈日本古典文学大系 27〉、1960年。
- 『沙石集』岩波書店〈日本古典文学大系 85〉、1966年。

### 論文
- CiNii収録論文 - CiNii